# Zalakaros
Zalakaros je mesto na Madžarskem, ki upravno spada pod podregijo Nagykanizsai Županije Zala.
Tu se nahaja Letališče Zalakaros.